# Pallavolo ai IX Giochi panafricani
I tornei di pallavolo ai IX Giochi panafricani si sono disputati durante la IX edizione dei Giochi panafricani, che si è svolta a Blida, in Algeria, nel 2007.

## Podi
| Evento                      | Oro     | Argento | Bronzo  |
| Torneo maschile (dettagli)  | Egitto  | Tunisia | Algeria |
| Torneo femminile (dettagli) | Algeria | Camerun | Kenya   |